# Antoni Santasusagna Boniquet
Antoni Santasusagna Boniquet (Barcelona) fou un pintor i directiu d'escacs.
Dibuixant i il·lustrador, la seva afició als escacs el va portar a ser vicepresident de la Penya Blanc i Negre, tresorer del Club Iberia i secretari de la Penya d'Escacs de la Unió Socialista de Catalunya. I com a dirigent federatiu, el 1932 va ser elegit president de la Federació Espanyola d'Escacs, però no va a arribar a acceptar el càrrec a causa de les tenses relacions que en aquells moments hi havia amb la Federació Catalana d'Escacs. El 1933 va accedir a la presidència de la Federació Catalana i durant el seu mandat es va dedicar especialment a fomentar els escacs entre els més joves, organitzant nombroses competicions infantils.